# Vacqueriette-Erquières
Vacqueriette-Erquières è un comune francese di 253 abitanti situato nel dipartimento del Passo di Calais nella regione dell'Alta Francia.

## Società

### Evoluzione demografica
Abitanti censiti